# Machairophyllum stenopetalum
Machairophyllum stenopetalum är en isörtsväxtart som beskrevs av L. Bol. Machairophyllum stenopetalum ingår i släktet Machairophyllum och familjen isörtsväxter. Inga underarter finns listade i Catalogue of Life.

## Bildgalleri

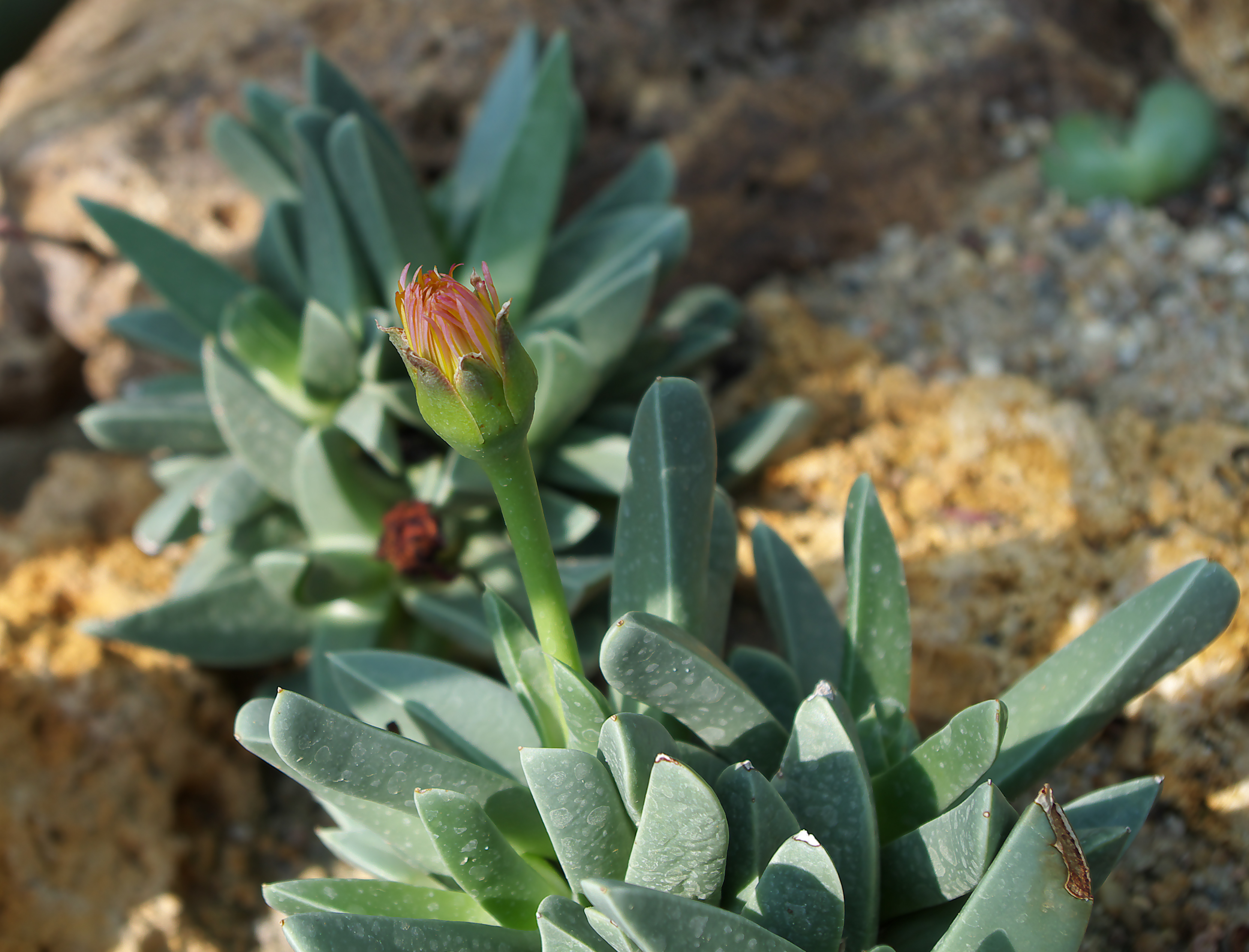
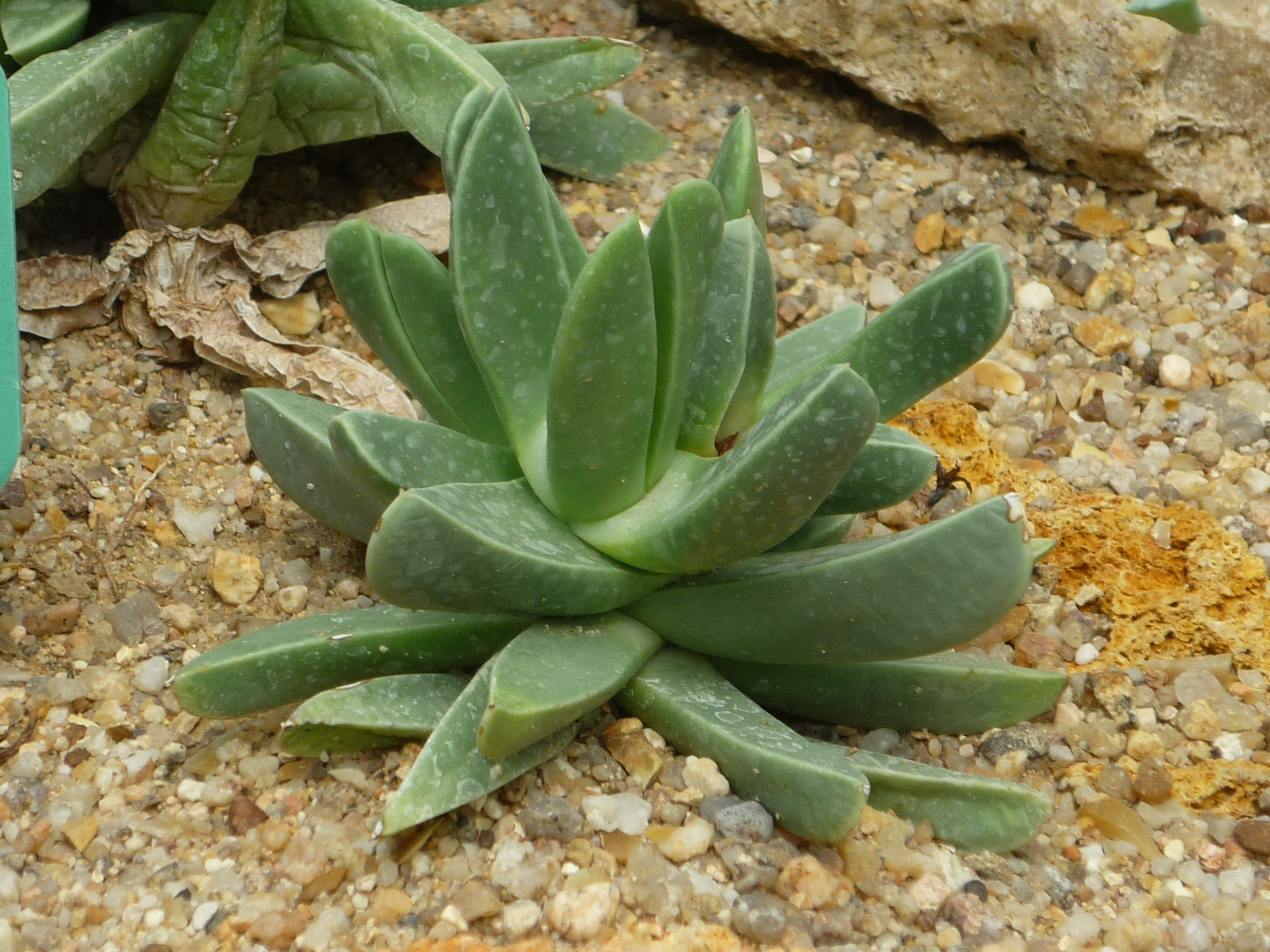
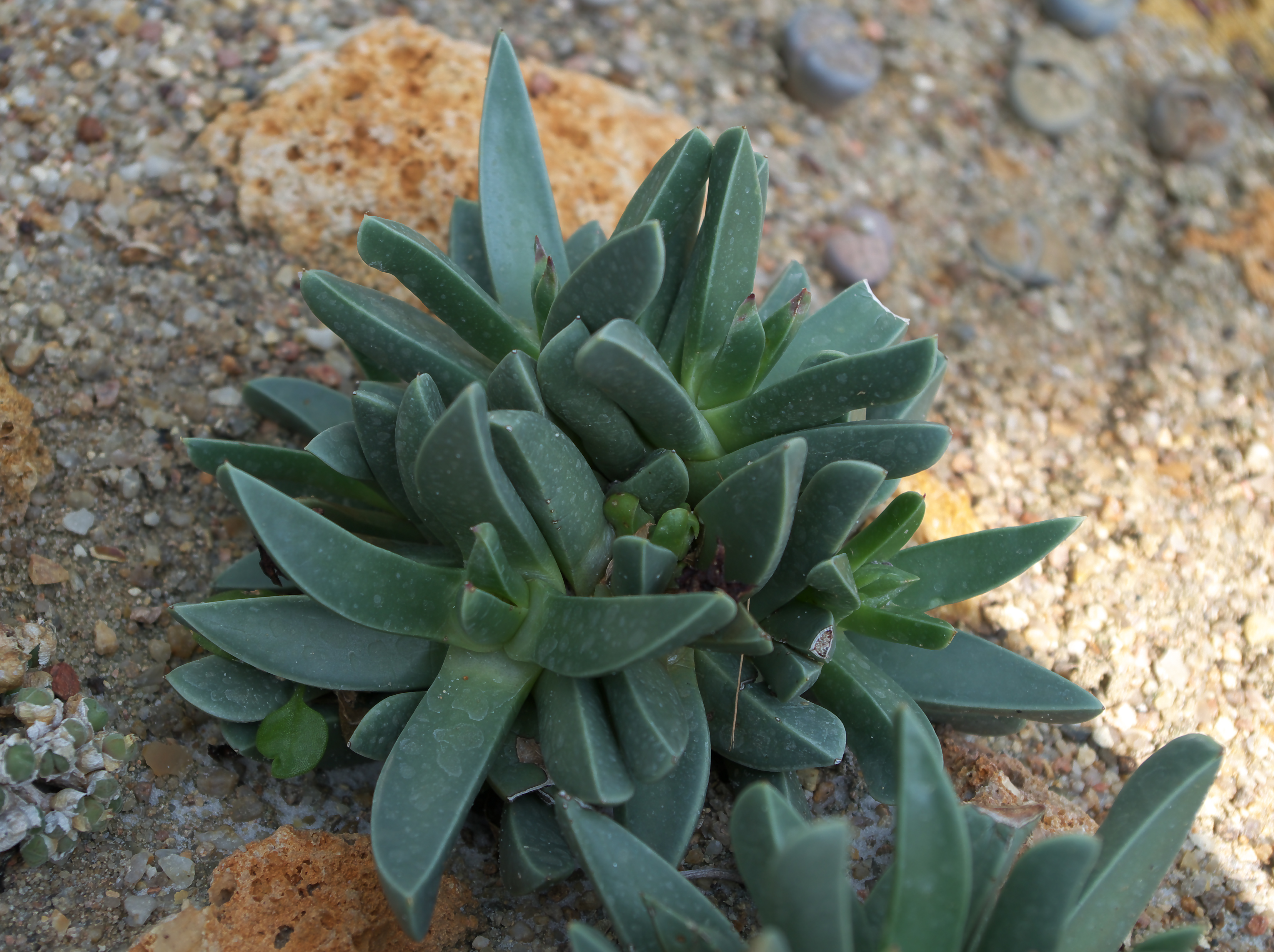
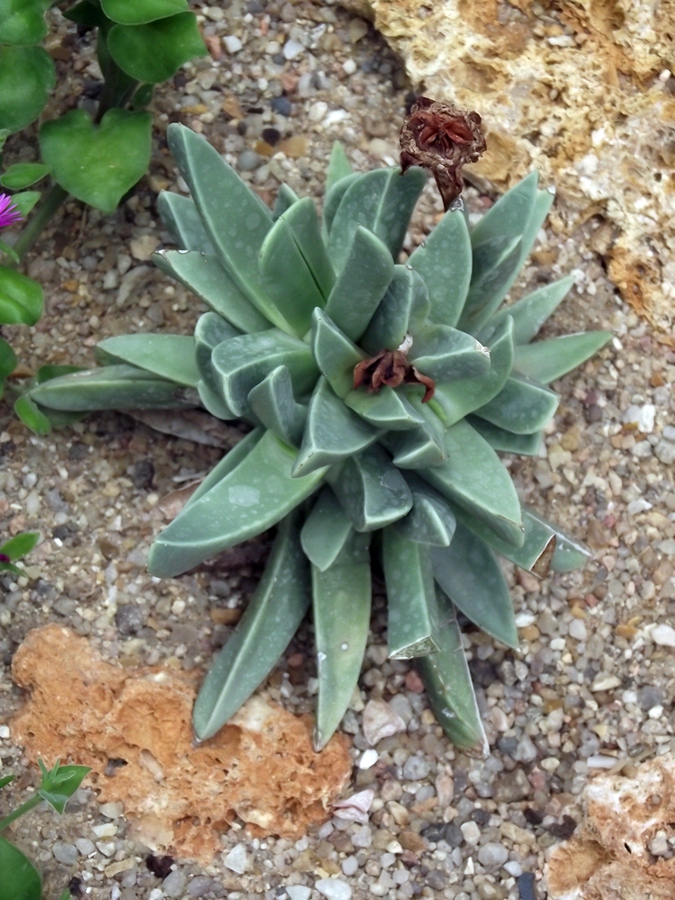